# سیارک ۲۳۸۵۸
سیارک ۲۳۸۵۸ (به انگلیسی: 23858 Ambrosesoehn، نامگذاری:1998RG53) بیست و سه هزار و هشتصد و پنجاه و هشتمین سیارک کشف شده‌است که در ۱۴ سپتامبر ۱۹۹۸ کشف شد.
قدر مطلق سیارک برابر ۱۸.۶ است.